# Hudčice
Hudčice (en allemand : Hutschitz) est une commune du district de Příbram, dans la région de Bohême-Centrale, en République tchèque. Sa population s'élevait à 253 habitants en 2020.

## Géographie
Hudčice se trouve à 3,5 km au sud-ouest de Březnice, à 19 km au sud-sud-est de Příbram et à 70 km au sud-est de Prague.
La commune est limitée par Volenice au nord, par Březnice à l'est, par Drahenice au sud-ouest, par Koupě et Bělčice au sud, et par Hvožďany à l'ouest.

## Histoire
La première mention écrite de la localité date de 1379.

## Administration
La commune se compose de deux quartiers :
- Hudčice
- Slavětín

## Transports
Par la route, Hudčice se trouve à 4 km de Březnice, à 23,5 km de Příbram et à 84 km de Prague.